# Adaina ambrosiae
Adaina ambrosiae är en fjärilsart som beskrevs av Murtfeldt 1880. Adaina ambrosiae ingår i släktet Adaina och familjen fjädermott. Inga underarter finns listade i Catalogue of Life.